# Биланюк, Пётр Терентьевич
Пётр-Борис Терентьевич Биланюк (укр. Петро-Борис Терентійович Біланюк; 4 августа 1932 — 8 сентября 1998) — украинский религиозный деятель, католический священник, теолог, редактор журнала «За рідну церкву» (1966—1972). Член Научного общества им. Тараса Шевченко, Украинского исторического общества, Канадского теологического общества, Американской католической исторической ассоциации, Международного общества политической психологии, Средневековой академии Америки и других.
Родился в городе Залещики. Окончил Духовную семинарию в Монреале (Канада, 1953), Монреальский университет (1955). Учился в Папском университете в Риме (1955—1965). Доктораты: Мюнхенский университет (1961) — теология, история Церкви; Украинский свободный университет в Мюнхене (1972) — философия. Преподавал в 1960—1970-х годах в колледже Святого Михаила в Торонто (Канада), в УСУ и в Фордемском университете (США). Автор работ по истории украинской церкви и культуры. Редактировал вместе с Б. Стебельським «Ювілейний збірник наукових праць з нагоди 100-річчя НТШ і 25-річчя НТШ у Канаді» (Торонто, 1977).
Умер в городе Торонто.

## Сочинения
- De Magisterio Ordinario Summi Pontificis. Toronto, 1966;
- Українська церква, її сучасне й майбутнє. Торонто-Чикаго, 1966;
- The Fifth Lateran Council (1512—1517) and the Еastern Churches. Toronto, 1975;
- Studies in Eastern Christianity, vol. 1-2. Toronto, 1977, 1982.